# 我的HEHE室友
《我的HEHE室友》（英語：HEHE & HE）是一部描繪直男和同志之間兄弟友誼的香港網絡處境喜劇，由Foursonproduction（四仔工作室）製作  。第一季於2018年10月首播，至2019年末結束，合共25集。此劇集曾在「2018香港電視大獎 —— 網絡劇獎」中獲提名，並取得最高票數，成為「金遙控」得主。  第二季於2020年5月起播出，劇中大部分角色均有保留，直至2021年10月完結，合共19集。第三季於2021年11月起播出，並更名為《HEHE室友》。

## 故事大綱

### 第一季
直男雷達和同志鍾夕從小學開始便是好朋友。鍾夕因為與前男友史提分分手無家可歸，前來投靠雷達，於是二人展開了同居生活。在同居這段時間二人共同經歷了各種苦與樂，遇上各式各樣的親鄰好友。最終鍾夕重遇史提分，令雷達和鍾夕意識到「有一種關係，叫做鍾夕與雷達」，而這段長達二十年的關係也許是時候畫上句號。

### 第二季
直男徐森在生活最不如意的時候，遇上再次無家可歸的同志鍾夕。二人一拍即合，鍾夕很快便搬到徐森的家中，展開一段全新的直男與同志同居之旅。

### 第三季
直男雷達落魄失意，重新回到香港投靠同志鍾夕。二人與雷達在澳洲認識的朋友凌浩南，鍾夕的大學同學張家傳，以及新鄰居炮王文世傑漸漸組成一個好友團體，四個同志與一個直男就這樣在這間平凡小房子裡過上注定不平凡的一年。

## 角色列表

### 主角群
| 角色   | 演員    | 簡介/暱稱 | 出場集數                                     |
| 鍾夕   | 潘卓倫  | 阿夕、小夕 雷達、徐森舊室友 雷達初戀男朋友 天蠍座，性格口是心非、敏感多疑 但為人極重感情，願意為了好友付出 - 史提分稱其樹熊 狒狒稱其前輩 郭生在第一季稱其雷太，與雷達並稱雷生雷太，到了第二季則稱其徐太，與徐森並稱徐生徐太 吵架時常被稱四眼仔/四眼八婆/四眼雞丁 | S1E0-24 S2E1-13、15-19 S3E1-                 |
| 雷達   | 阿俊    | 阿達、達達 鍾夕舊室友 鍾夕初戀男朋友 IT部門的主管，月入四萬 處女座，有潔僻 性格木納，婆媽計較，嚴以待人、寬以待己 - 狒狒稱其金剛芭比 郭生稱其雷生，與鍾夕並稱雷生雷太                                                                                            | S1E0-24 S2E14（聲演） S2E15、19 S3E1-11、14- |
| 史提分 | 馮煒城  | Steven 鍾夕男友，於S2 E18分手 雷達稱其Stephanie 於中六轉校到鍾夕雷達就讀的中學 | S1E20-22、24 S1SP1-2 S2E1-11、14-19 S3E4     |
| 徐森   | 詹成鈞  | 徐仔、徐徐 鍾夕第二任室友 雙魚座，傻氣善良，但總是少了根筋 曾拍拖三次均因女方出軌分手 一事無成，唯一夢想是拍影片當YouTuber - 郭生稱其徐生，與鍾夕並稱徐生徐太 | S2E1-10、14-19 S2E12（聲演）                 |
| 張家傳 | Frankie | 阿傳、傳姐、張Sir 鍾夕之大學同學 中學體育老師 深櫃，有一個相對穩定的男朋友（自稱為女朋友） 第二季尾曾幫助徐森搬家 | S2E19、S3E1-11                               |
| 文世傑 | 狼仔    | 文西、文少、又高又大又威猛的文世傑 鍾夕之新鄰居 空少 迷之自信，不信任愛情，自封為約炮王 養了一隻冷傲的貓叫三小辣 喜歡芫茜（香菜） | S3E1-                                        |
| 凌浩南 | Jeffrey | 凌仔、浩南、壹浩南 雷達在澳洲認識的朋友 為人幽默，喜歡打鬧，在認真時候卻會表現出驚人的成熟穩重感 於鍾夕家雪櫃，似乎隱藏了一個不為人知的秘密 花名是零仔、實際上卻是一號，非常討厭別人叫他零仔 討厭芫茜（香菜）                                                    | S3E1-                                        |

### 常設角色
| 角色     | 演員          | 簡介/暱稱 | 出場集數                                          |
| 雷朱笑芳 | 余俏瑩        | Barbra 雷達母親 總是設法撮合鍾夕和雷達，要求鍾夕稱其奶奶 S1E24結婚 | S1E4、10、17、20、23-24 S2E3、8、14、15、19 S3E1- |
| 鍾呈     | 小千          | 呈呈 鍾夕的親生妹妹 Donald之妻子 自中學開始鍾夕離家出走後便少與鍾夕聯絡，後來因緣際會下再次遇上 S1E8結婚 S2E3懷孕                                                                                  | S1E8、10、20、24 S2E3、15、18 S3E9                |
| 泉叔     | 曾文威 (老僧) | 鍾夕父親 Uber司機，接載Steven 其後於新年再次與鍾夕相遇，並與鍾夕好友混熟 | S2E11、15 S3E5                                    |
| Donald   | Thomas Lau    | 鍾呈之丈夫 | S2E14-15、18                                      |
| 狒狒     | 蘇振聲        | 於交友軟件認識鍾夕，二人關係亦師亦友 與鍾夕雷達曾居住在同一楝大廈 平日是一個搗蛋鬼 但在關鍵時刻卻值得信任 S2E9起成為周老闆男友，較其年輕約20年，S2E17提及已分手 S2E17成為Coby之男友 - 雷達稱其廢廢 | S1E12-16、19-24 S1SP2 S2E3-4、6、9-10、17         |
| 郭生     | 誠哥          | 在鍾夕雷達居住的大廈任職保安 後來在第二季轉到鍾夕徐森居住的大廈任職 | S1E9、10、14、18、24 S2E1-3、9、15                |
| 杜小姐   | 格仔          | 杜小姐 與鍾夕雷達曾居住在同一楝大廈，神出鬼沒的腐女 | S1E0、9、23-24 S2E3                               |
| 徐沐     | 袁海恩        | Waterwood 徐森姊姊，銀行家，以優惠價將單位出租予徐森與鍾夕 | S2E4、8、14、19                                   |
| 結依     | 賴泳騫        | 徐森另一前女友，後來以為男方對她有意思而要求復合，但被拒絕，改由成為朋友慢慢培養感情，其後懷孕並與徐森決定結婚                                                                                     | S2E7-8、10、14、18-19                             |
| 三小辣   | 夏一跳        | 文西的寵物貓，文西的前度男友送給文西的禮物。性格高傲且潑辣。文西因為一個承諾而對三小辣始終不離不棄。                                                                                               | S3E2、S3E11、S3E12-13、S3E15                      |
| 邢貽尚   | Billy         | Shawn 荷蘭華僑，在第三季與鍾夕談戀愛，性格認真而又古怪，經常會做出或說出大家不理解的句子 | S3E6-                                             |
| 雷晨     | 阿澄          | 晨晨 雷達的堂弟，職業是獸醫。二十年前因雷達父母離婚而與雷達失去聯絡，因為童年與堂兄分離，對他多年的想念致使他形成戀兄情義結的性格，但本人卻堅持否認                                                | S3E9、S3E10、S3E12-13、S3E15                      |

### 史家角色
| 角色     | 演員        | 簡介/暱稱  | 出場集數            |
| 史篤城   | 王凱榮 Ivan | 史提分哥哥 | S1SP1 S2E11、18     |
| 史文龍   | Carl        | 史提分父親 | S1SP1 S2E11、18     |
| Fanny    | Fion        | 史提分母親 | S1SP1 S2E11、16、18 |
| 阿怡     | Gloria      | 史提分大嫂 | S1SP1 S2E11、16、18 |
| 史霖霖   | Emily       | 史提分姪女 | S1SP1 S2E11、18     |
| Maryanne | Marissa     | 史家外傭   | S1SP1               |

### 特別客串角色
| 角色             | 演員    | 簡介/暱稱                              | 出場集數 |
| 馬天佑           | 馬天佑  | Barbra婚禮上仗義相助的表演者           | S1E24    |
| 婚禮演出者       | 曾傲棐  | Barbra婚禮的演出者                     | S1E24    |
| Serrini          | Serrini | 宇宙大爆炸超新星選拔賽2020的評判       | S2E6     |
| Mike Yuen 袁竣鋒 | 袁竣鋒  | 宇宙大爆炸超新星選拔賽2020的樂隊結他手 | S2E6     |
| 細貓             | 應智越  | 在「直播王比賽」與徐森合唱             | S2E19    |
| 魚生             | 魚生    | 參加文西家的派對的插畫師               | S3E11    |
| 成宮仁           | 成宮仁  | 鍾夕在酒吧偶遇的日本Fitness model      | S3E16    |

### 其他角色
| 角色                | 演員                               | 簡介/暱稱                                                                            | 出場集數          |
| 熊海                | Eric                               | 阿海 雷達介紹予鍾夕約會的送貨員，最終被鍾夕拒絕                                      | S1E17-18 S2E3     |
| Alan                | 張學良                             | 周老闆 S2E9起為狒狒男友，較其年長約20年 S2E17提及起分手                              | S2E9-10、17       |
| 陳因而              | Prudence嵐嵐                       | 因而 徐森女友，被徐森發現出軌後分手 曾與炮仔阿三拍拖 S2E19提及與育有一女的好男人結婚 | S2E1-2、19        |
| JL                  | JL 李冠傑                          | 鍾夕和雷達偶遇的Busker Barbra婚禮的演出者 宇宙大爆炸超新星選拔賽2020的樂隊琴手       | S1E20、24 S2E6    |
| J神                 | Isaac                              | 觀塘關楚耀 雷達下屬，曾暗戀雷達                                                      | S1E6、19          |
| 菜菜子              | Connie                             | 鍾夕在聖誕節聘請回來介紹給雷達的兼職女友                                             | S1E6              |
| 炮仔阿三            | Hanson                             | 雙性戀者，分別曾與鍾夕和因而約砲，但均被撞破而失敗告終                               | S1E2 S2E1         |
| 鋼炮                | 阿澤                               | 曾三次與鍾夕約砲，但都因鍾夕心理上未準備好而失敗告終                                 | S1E12             |
| 胡迪                | 胡迪                               | 鍾夕雷達的中學同學 雷達中學時期的宿敵                                                | S1E15-16          |
| Maggie              | Case                               | 鍾夕雷達的中學同學 中學時期曾短暫暗戀鍾夕 黃若廂之媳婦                               | S1E15、20 S2E16   |
| Dorlin              | Gary                               | 鍾夕雷達的中學同學                                                                   | S1E15             |
| 中同                | 石仔                               | 鍾夕雷達的中學同學                                                                   | S1E15-16          |
| 中同                | 巴治奧                             | 鍾夕雷達的中學同學                                                                   | S1E15             |
| 中同                | 阿丸                               | 鍾夕雷達的中學同學                                                                   | S1E15             |
| 陳Sir               | 阿箂                               | 鍾夕雷達的中學老師                                                                   | S1E15             |
| 丹哥                | 牛奶仔                             | 鍾夕上司 攝影比賽的評審 宇宙大爆炸超新星選拔賽2020的評判                             | S1E7 S2E6、16、19 |
| 應徵者              | Corvus                             | 攝影比賽的另一參賽者                                                                 | S1E7              |
| 老闆                | 希治閣                             | 雷達的上司                                                                           | S1E19             |
| DJ阿樂              | 王樂霖                             | 電台節目主持                                                                         | S1E19 (聲演)      |
| 阿華田              | 劉榮鏗 Andy                        | 關懷愛滋的輔導員                                                                     | S1E21-22          |
| 新員工哥哥仔        | Anddy                              | 關懷愛滋的新員工                                                                     | S1E21-22          |
| 職員                | KB                                 | 關懷愛滋的員工                                                                       | S1E21             |
| 職員                | Ben                                | 關懷愛滋的員工                                                                       | S1E21             |
| 阿婷                | Joey                               | 雷達前女友                                                                           | S1E22             |
| 彤彤                | 陳莉寶                             | 雷達初戀女友                                                                         | S1E22             |
| Emily               | Jace                               | 曾與雷達短暫約會的對象 Barbra婚禮的賓客                                              | S1E11、24         |
| 路人                | 霖伯                               | 認出鍾夕和史提分的路人                                                               | S1E22             |
| Alexender           | Waqas                              | 雷達母親Barbra的男朋友 在第一季結局篇與Barbra結婚 鍾夕合稱他與Barbra為Barbraxender   | S1E23-24          |
| MK仔                | 康仔                               | 鍾夕找來的婚禮場地負責人                                                             | S1E23             |
| 化妝師              | 婉樺                               | 雷達找來的禮儀師                                                                     | S1E23             |
| 小明                | Kaming                             | Barbra婚禮的賓客 宇宙大爆炸超新星選拔賽2020的職員                                    | S1E24 S2E6、19    |
| 婚禮賓客            | Alfred                             | Barbra婚禮的賓客                                                                     | S1E24             |
| 婚禮賓客            | Titus                              | Barbra婚禮的賓客                                                                     | S1E24             |
| 婚禮賓客            | Dennis                             | Barbra婚禮的賓客                                                                     | S1E24             |
| 婚禮賓客            | Carey                              | Barbra婚禮的賓客                                                                     | S1E24             |
| 婚禮賓客            | Johnny                             | Barbra婚禮的賓客                                                                     | S1E24             |
| 婚禮賓客            | Kim                                | Barbra婚禮的賓客                                                                     | S1E24             |
| 婚禮賓客            | Van                                | Barbra婚禮的賓客                                                                     | S1E24             |
| 婚禮賓客            | Ming                               | Barbra婚禮的賓客                                                                     | S1E24             |
| 婚禮賓客            | Jimmy                              | Barbra婚禮的賓客                                                                     | S1E24             |
| 阿榮                | 王文杰                             | 史提分約炮的對象 說服史提分下決心追回鍾夕                                            | S1SP2 S2E7        |
| John B              | Beard John                         | 短暫與徐森同居的室友                                                                 | S2E1              |
| 鄭子遜              | 鄭子遜                             | 短暫與徐森同居的室友                                                                 | S2E1              |
| 男朋友              | Wyman                              | 短暫與徐森同居的室友                                                                 | S2E1              |
| Kev                 | KevKev                             | 短暫與徐森同居的室友                                                                 | S2E1              |
| 徐森同事            | MOMO                               | 奚落徐森的同事                                                                       | S2E1 (聲演)       |
| 余吉                | Fish Ho                            | 曾與鍾夕約砲但因鍾夕不投入而失敗告終                                                 | S2E3              |
| 阿正                | 蔡浩然 Scott                       | 鍾夕和徐森的新鄰居，曾被二人誤會對徐森有意思                                         | S2E5              |
| Coey                | Foon Foon                          | 阿正的未婚妻                                                                         | S2E5              |
| 厲鷹                | Kenji                              | 鍾夕同事                                                                             | S2E6、19          |
| 5號參賽者           | Mokdao                             | 宇宙大爆炸超新星選拔賽2020的參賽者                                                   | S2E6              |
| 19號參賽者          | 青蛙                               | 宇宙大爆炸超新星選拔賽2020的參賽者                                                   | S2E6              |
| 8號參賽者           | Ken                                | 宇宙大爆炸超新星選拔賽2020的參賽者                                                   | S2E6              |
| 7號參賽者           | Shawn                              | 宇宙大爆炸超新星選拔賽2020的參賽者                                                   | S2E6              |
| 鼓手                | 梁子                               | 宇宙大爆炸超新星選拔賽2020的樂隊鼓手                                                 | S2E6              |
| 旁白                | 邢灝                               | 宇宙大爆炸超新星選拔賽2020的比賽片段旁白                                             | S2E6 (聲演)       |
| 比賽群眾            | Michael                            | 宇宙大爆炸超新星選拔賽2020的觀看群眾                                                 | S2E6              |
| 比賽群眾            | Charles                            | 宇宙大爆炸超新星選拔賽2020的觀看群眾                                                 | S2E6              |
| 比賽群眾            | Thomas                             | 宇宙大爆炸超新星選拔賽2020的觀看群眾                                                 | S2E6              |
| 比賽群眾            | Kent                               | 宇宙大爆炸超新星選拔賽2020的觀看群眾                                                 | S2E6              |
| 比賽群眾            | Raymond                            | 宇宙大爆炸超新星選拔賽2020的觀看群眾                                                 | S2E6              |
| 比賽群眾            | Derick                             | 宇宙大爆炸超新星選拔賽2020的觀看群眾                                                 | S2E6              |
| 阿和                | Don                                | 狒狒之好友                                                                           | S2E10             |
| 阿勤                | Xavi                               | 狒狒之好友                                                                           | S2E10             |
| 阿力                | Kent                               | 狒狒之好友                                                                           | S2E10             |
| 友甲                | Brandy                             | Steven好友                                                                           | S2E11             |
| 友乙                | 奶奶                               | Steven好友                                                                           | S2E11             |
| 卓翹                | 陳肇麟 Allan                       | 兼職男友 與鍾夕在兵兵相遇後自願當其一星期男友 阿君之室友                             | S2E12-13          |
| 朋友盧              | Kano                               | 鍾夕好友                                                                             | S2E12             |
| 朋友牛              | 細佬                               | 鍾夕好友                                                                             | S2E12             |
| 朋友奶              | 賴賴                               | 鍾夕好友                                                                             | S2E12             |
| 職員                | Thomas                             | 兵兵酒吧職員                                                                         | S2E12             |
| 客人                | Eric                               | 兵兵酒吧客人                                                                         | S2E12             |
| 客人                | Boris                              | 兵兵酒吧客人                                                                         | S2E12             |
| 客人                | Derrick                            | 兵兵酒吧客人                                                                         | S2E12             |
| 客人                | Hardy                              | 兵兵酒吧客人                                                                         | S2E12             |
| 阿君                | Emily                              | 卓翹之室友 Cathy之女友                                                               | S2E13             |
| 布子                | Cathy                              | Emily之女友                                                                          | S2E13             |
| Zoe                 | 阿祖                               | 女同志，被母親要求相親                                                               | S2E14、19         |
| Florence            | 祖媽                               | 阿祖之母親                                                                           | S2E14             |
| 舞者                | 俊賢                               | 獲Barbra邀請與其跳賀年舞                                                             | S2E15             |
| 舞者                | 彥霖                               | 獲Barbra邀請與其跳賀年舞                                                             | S2E15             |
| 黃若廂              | Margaret                           | Maggie之奶奶                                                                         | S2E16             |
| 工作人員            | Hugo                               | 「婆媳廚藝大賽」工作人員                                                             | S2E16             |
| 工作人員            | 中大同學                           | 「婆媳廚藝大賽」工作人員                                                             | S2E16             |
| Cody                | 張頌揚 Wilson Cheung               | S2E17起為狒狒之男友                                                                  | S2E17             |
| Pierre              | Elton                              | 狒狒之前男友                                                                         | S2E17             |
| Jericho             | Rex                                | 狒狒之前男友                                                                         | S2E17             |
| Kendrick            | 阿井                               | 狒狒之前男友                                                                         | S2E17             |
| 蓮蓮                | Carol                              | 徐森之前女友                                                                         | S2E17             |
| 育嬰班老師          | 寶                                 | 徐森及結依的育嬰班老師                                                               | S2E18             |
| 米高                | 田中                               | 徐森及結依的育嬰班同學                                                               | S2E18             |
| 丹尼                | 小新                               | 徐森及結依的育嬰班同學                                                               | S2E18             |
| 育嬰班學生          | Momo                               | 徐森及結依的育嬰班同學                                                               | S2E18             |
| 育嬰班學生          | Ashley                             | 徐森及結依的育嬰班同學                                                               | S2E18             |
| 育嬰班學生          | SK                                 | 徐森及結依的育嬰班同學                                                               | S2E18             |
| 育嬰班學生          | Derick                             | 徐森及結依的育嬰班同學                                                               | S2E18             |
| 女士                | Olivia                             |                                                                                      | S2E18             |
| Elly                | 王尹菁                             | 因而之繼女兒                                                                         | S2E19             |
| 好男人              | 歐沛健                             | 因而之丈夫 Elly之父親                                                                | S2E19             |
| 司機                | Gina                               | 接載鍾夕、應智越及厲鷹                                                               | S2E19             |
| 結他手              | Owen                               | 在「直播王比賽」中為徐森及細貓伴奏                                                   | S2E19             |
| 搬運                | Oscar                              | 幫助徐森搬家                                                                         | S2E19             |
| 明仔                | Yin                                | 文西家之客人                                                                         | S3E1              |
| 阿強                | Hoven                              | 文西家之客人                                                                         | S3E1              |
| 小花                | Zhine 楊光智                       | 文西之炮友                                                                           | S3E2              |
| Kubrick             | Eric                               | 傳姐之學生、希望傳姐能參加聖誕表演                                                   | S3E3              |
| Jacky               | 小犬                               | 史提分的新男朋友                                                                     | S3E4              |
| 神秘人              | 邢灝                               | 委託凌浩南的神秘人                                                                   | S3E4              |
| Jose                | Nicholas                           | 文世杰在機場認識的西班牙藉炮友                                                       | S3E7              |
| 水哥                | 馮國權 RayFung                     | 凌浩南沒有血緣關係的世叔伯                                                           | S3E8              |
| 跟班                | 竹                                 | 水哥跟班                                                                             | S3E8              |
| 店員                | Nic                                | 餐廳店員                                                                             | S3E8              |
| 子靈                | Cw                                 | 與雷達約會的女生店員                                                                 | S3E10             |
| 店員                | Denny                              | 餐廳店員                                                                             | S3E10             |
| 顧客                | Alvin、Kevin                       | 餐廳顧客                                                                             | S3E10             |
| 派對男              | Ivan, Hoven, Sim, Lokon, Ryan, Ben | 文西和鍾夕家派對的客人                                                               | S3E11             |
| 阿泰                | 阿康                               | 文西的前任、因chem fun而分開                                                         | S3E12-13          |
| 診所情侶            | Henry Ho、Erika                    | 與文西在診所爭執的情侶                                                               | S3E12             |
| Marco               | 周敏沖Honni                        | 與文西和阿泰3P並介紹ChemFun的人                                                      | S3E12             |
| 文西朋友（聲演）    | 阿Chun                             | 文西朋友                                                                             | S3E12-13          |
| 獸醫                | Felix                              | 為三小辣診治的獸醫                                                                   | S3E13             |
| 錢進進              | Nowhere                            | 電視節目上的堪輿學家                                                                 | S3E14             |
| 裝修師父            | KK                                 | 幫忙裝修的師父                                                                       | S3E14             |
| 風水師              | Thomas                             | 雷達與凌仔聘請的風水師                                                               | S3E14             |
| 占卜師              | Chanel                             | 雷達與凌仔聘請的占卜師                                                               | S3E14             |
| 驗樓師              | t.Cravis W.                        | 雷達與凌仔聘請的驗樓師                                                               | S3E14             |
| 凌太                | Miffy                              | 凌仔母親                                                                             | S3E15             |
| Sorry其實你叫咩名？ | Ulyxeus                            | 聖誕節與文西約炮的Bi處Bottom                                                         | S3E15             |
| 姑姐                | Akina                              | 田司恆的姑姐                                                                         | S3E17             |
| 校長(聲演)          | Mona                               | 將田司恆開除的校長                                                                   | S3E17             |
| 大學生              | Bin、Rocky                         | 在公園偶遇鍾夕派發傳單的大學生                                                       | S3E17             |
| 中學生              | Kingsley、Curtis                   | 田司恆的學生                                                                         | S3E17             |
| 店員                | 李詡綽                             | 在餐廳工作的店員                                                                     | S3E17             |

## 每集內容

### 第一季
| 集數  | 標題                                 | 播出日期       | 備註                    |
| S1E0  | 無錯，我有個HEHE室友                 | 2018年10月4日  | 雷達、鍾夕、杜小姐登場  |
| S1E1  | 嚴禁喺室友面前Show off自己嘅身材！   | 2018年10月15日 |                         |
| S1E2  | 有啲感情只可以永遠留喺個心到。       | 2018年10月29日 |                         |
| S1E3  | 其實我係咪真係太孤寒呢？             | 2018年11月11日 |                         |
| S1E4  | 我地都係順從佢老人家嘅意思啦！       | 2018年11月21日 | Barbra登場              |
| S1E5  | 跪低，道歉，然後求我吖！             | 2018年12月5日  |                         |
| S1E6  | 聖誕快樂呀巴打！                     | 2018年12月18日 |                         |
| S1E7  | 我要參加呢個攝影比賽！               | 2018年12月30日 |                         |
| S1E8  | 我到時會早啲到架喇。                 | 2019年1月13日  | 鍾呈登場                |
| S1E9  | 我地呢楝樓有小朋友住架咩？           | 2019年1月28日  | 郭生登場                |
| S1E10 | 新年流流唔好講粗口！                 | 2019年2月4日   |                         |
| S1E11 | 我覺得我地都係唔適合發展落去！       | 2019年2月18日  |                         |
| S1E12 | 我應承左個roommate唔可以約炮！（上） | 2019年3月3日   | 狒狒登場                |
| S1E13 | 我應承左個roommate唔可以約炮！（下） | 2019年3月17日  |                         |
| S1E14 | 子女好與壞，在乎溝通與關懷           | 2019年3月27日  |                         |
| S1E15 | 佢搞到我俾人叫左三年女班長呀！（上） | 2019年4月10日  |                         |
| S1E16 | 佢搞到我俾人叫左三年女班長呀！（下） | 2019年4月22日  |                         |
| S1E17 | 雷生！你知唔知咩叫6299呀？           | 2019年5月6日   | 熊海登場                |
| S1E18 | 佢覺得我同你嘅關係好奇怪呀！         | 2019年5月26日  |                         |
| S1E19 | 我淨係希望我同你嘅感情永遠都唔會變…  | 2019年6月30日  |                         |
| S1E20 | 阿夕，我應承過你架。                 | 2019年7月9日   | Steven登場              |
| S1E21 | 我唯一最唔希望嘅事就係傷害到佢。     | 2019年7月28日  |                         |
| S1E22 | 唔只阿夕呀，你自己都要Move on架。    | 2019年8月13日  |                         |
| S1E23 | 我地準備結婚喇！                     | 2019年12月20日 |                         |
| S1E24 | 有一種關係，叫做鍾夕同雷達。         | 2019年12月29日 | 第一季大結局 馬天佑客串 |

### 番外篇
| 集數  | 標題                                 | 播出日期      | 備註 |
| S1SP1 | 我係同你個仔打友誼波呀！             | 2020年1月24日 |      |
| S1SP2 | 或者我重申多一次，我真係嚟約炮架咋。 | 2020年4月10日 |      |

### 第二季
| 集數  | 標題                                      | 播出日期       | 備註                             |
| S2E1  | 我是全世界最沒用的男人⋯                   | 2020年5月13日  | 徐森登場                         |
| S2E2  | 很明顯你沒有跟男人做過吧！                | 2020年5月29日  |                                  |
| S2E3  | 不行！你已經有男朋友了！                  | 2020年6月11日  |                                  |
| S2E4  | 我到底要拍什麼才有人看啊！                | 2020年6月26日  |                                  |
| S2E5  | 就說了直男之間也可以很親密吧。            | 2020年7月13日  |                                  |
| S2E6  | 還真的給你們請到大波文青Serrini當評判啊？ | 2020年8月29日  | Serrini客串 Mike Yuen 袁竣鋒客串 |
| S2E7  | 阿榮只是Steven以前的炮友而已啊，呵呵！    | 2020年9月10日  |                                  |
| S2E8  | 歡迎來到鍾夕的婆媳關係課第一課！          | 2020年10月8日  |                                  |
| S2E9  | 我們連性別都不怕，年紀算什麼？            | 2020年10月26日 |                                  |
| S2E10 | 恭喜你說服我並獲得一次無套的體驗了！？    | 2020年10月30日 |                                  |
| S2E11 | 關係是一件事，但那份感情才是最真實的。    | 2020年12月10日 |                                  |
| S2E12 | 戀愛對你來說到底是什麼？（上）            | 2020年12月25日 |                                  |
| S2E13 | 戀愛對你來說到底是什麼？（下）            | 2020年12月26日 |                                  |
| S2E14 | 有時候追求理想，也不能不向現實低頭的      | 2021年2月10日  |                                  |
| S2E15 | 哇！拜年拜得這麼激烈，這招很可以！        | 2021年2月12日  |                                  |
| S2E16 | 婆媳廚藝大賽正式開始！                    | 2021年3月25日  |                                  |
| S2E17 | 原來跟人分手真是一件很難的事！            | 2021年6月10日  |                                  |
| S2E18 | 鍾夕，讓我成為你的家人好嗎？              | 2021年9月28日  | 田中及小新客串                   |
| S2E19 | 有一種關係，叫做鍾夕與徐森。              | 2021年10月3日  | 第二季大結局 應智越客串          |

### 第三季
| 集數  | 標題                                     | 播出日期       | 備註       |
| S3E1  | 一個關於大家隱瞞的故事                   | 2021年11月25日 |            |
| S3E2  | 一個關於文西被彈鐘的故事                 | 2021年12月23日 |            |
| S3E3  | 一個關於傳姐聖誕聯歡表演的故事           | 2021年12月26日 |            |
| S3E4  | 一個關於偶遇前男友在拍拖的故事           | 2022年1月9日   |            |
| S3E5  | 一個關於父親與同志好友混熟的故事         | 2022年1月31日  |            |
| S3E6  | 一個關於同志男朋友與直男好兄弟不和的故事 | 2022年5月26日  | 邢貽尚登場 |
| S3E7  | 一個關於另一半疑似是網黃的故事？         | 2022年6月16日  |            |
| S3E8  | 一個關於凌仔離家出走的故事               | 2022年7月1日   |            |
| S3E9  | 一個關於雷達兄弟相愛相爭的故事           | 2022年7月14日  | 雷晨登場   |
| S3E10 | 一個關於直男請教同志如何約會的故事       | 2022年8月18日  |            |
| S3E11 | 一個關於同志派對爭奪戰的故事             | 2022年9月4日   | 魚生客串   |
| S3E12 | 一個關於文世傑與三小辣的故事（上）       | 2022年11月15日 |            |
| S3E13 | 一個關於文世傑與三小辣的故事（下）       | 2022年11月16日 |            |
| S3E14 | 雷達⋯中年危機？                          | 2023年1月14日  |            |
| S3E15 | 第一個聖誕節                             | 2023年1月19日  |            |
| S3E16 | 不成功便成宮仁                           | 2023年3月16日  | 成宮仁客串 |
| S3E17 | 一個關於張家傳與田司恆的故事(上)         | 2025年6月5日   |            |

## 歌曲
|              | 歌曲            | 主唱                    | 作曲     | 作詞           | 編曲                | 監製   |
| 第一季插曲   | 《你是我的1/2》 | JL 李冠傑（原唱郭富城） | 蔡德才   | 何秀萍、郭啟華 | 蔡德才              | 不適用 |
| 第二季主題曲 | 《一屋我倆》    | JL 李冠傑               | jamistry | JL 李冠傑      | 吳林峰、Frankie Yip | 吳林峰 |
| 第二季插曲   | 《冰原》        | 應智越                  | 應智越   | Oscar          | DOKO (도코)         | 應智越 |
| 第二季插曲   | 《逆時車站》    | 洪嘉豪                  | 周錫漢   | 陳耀森         | 周錫漢              | 周錫漢 |
| 第二季插曲   | 《窮小子》      | 洪嘉豪                  | 洪嘉豪   | 陳詠謙         | 周錫漢／黃兆銘      | 周錫漢 |

## 獎項
- 「2018香港電視大獎 —— 網絡劇獎」中獲提名，並取得最高票數，成為「金遙控」得主。

## 軼事
- 第二季起，每集標題改為書面語。
- 第二季起，NG片段由每集片尾分拆出來，合併至幕後花絮中播出。
- 第一季番外篇原為六集，並會到外地拍攝，不過因疫情關係未能如期拍攝而減至兩集

## 外部連結
- YouTube上的四仔工作室頻道
- 四仔工作室的Facebook專頁
- 四仔工作室的Instagram帳戶
- 鍾夕的Instagram帳戶
- 香港電台第二台《自己人》訪問 （页面存档备份，存于）
- MythFocus小城故事訪問 （页面存档备份，存于）
- 新文潮網店阿青的介紹 （页面存档备份，存于）